# Ace of Base
Ace of Base (МФА [ˌeɪs.əv ˈbeɪs]) — шведская поп-группа, состоявшая из Юнаса Берггрена, Ульфа Экберга, Линн Берггрен и Йенни Берггрен. Как и многие другие шведские музыканты, они исполняли свои песни на английском языке.
Альбом группы Happy Nation является самым продаваемым дебютным альбомом в истории. В США пластинка была удостоена звания платиновой девять раз. Это был первый в мире дебютный альбом, 3 песни из которого («All That She Wants», «The Sign», «Don’t Turn Around») достигали первого места в чартах Billboard Mainstream Top 40.
В 2007 году коллектив покинула одна из центральных солисток — Линн Берггрен, а в 2009 году — солистка Йенни Берггрен. Оставшиеся участники — Юнас Берггрен и Ульф Экберг — в 2010 году пригласили новых солисток в обновлённый музыкальный проект, который получил название Ace.of.Base, но в 2012 году коллектив распался.

## История творчества

### Начало совместной работы

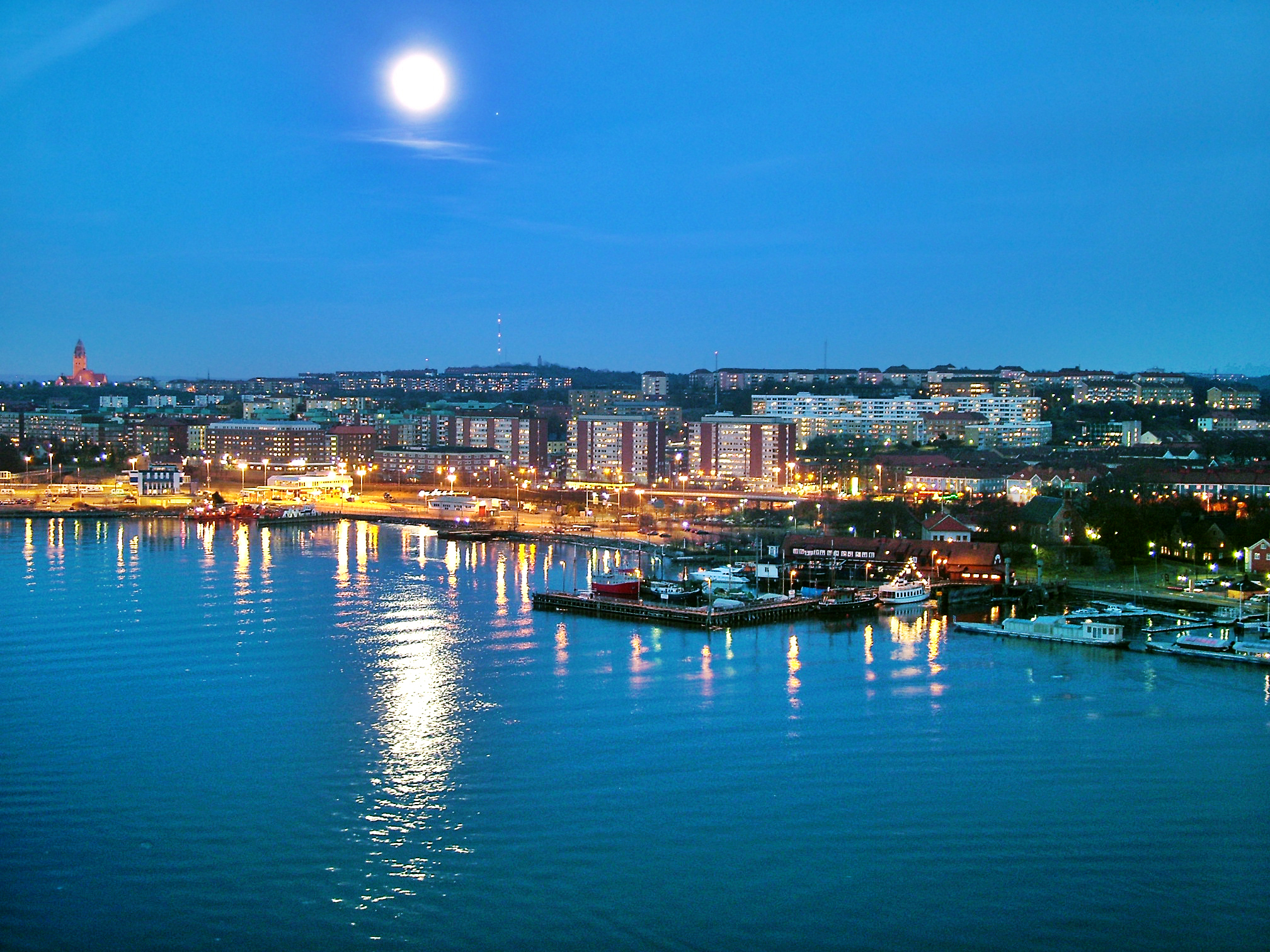
Гётеборг является родиной группы Ace of Base

Основателями группы считаются Юнас Берггрен и Ульф Экберг, музыканты экспериментировали в стиле техно. Первоначально коллектив назывался Kalinin Prospect («проспект Калинина»), CAD (Computer-Aided Disco — «компьютеризированное диско»), потом — Tech-Noir, но в конце концов был переименован в Ace of Base. В этом названии наблюдается игра слов, поэтому существует несколько вариантов его перевода (например, «козырной туз»). Однако, как объяснял Ульф, выбранное словосочетание само по себе звучало неплохо, да и первая студия группы находилась в подвале (англ. basement) автосервиса — отсюда перевод «ас студии». К проекту Ace of Base были привлечены сёстры Юнаса Берггрена — Йенни и Линн, которые изучали музыку и пели в местном церковном хоре. Таким образом вычерчивались контуры группы, которая стала четвёркой.

### Happy Nation/The Sign(1992—1994)
Первой песней, записанной Ace of Base, был сингл «Wheel of Fortune». Песня не произвела достаточного ажиотажа в Швеции, так как сами шведы считали эту песню слишком наивной, предсказуемой и неинтересной. Но группа не собиралась отчаиваться и стала искать звукозаписывающую компанию, которая взялась бы издавать их композиции. И в марте 1992 года на них обратил внимание датский лейбл Mega Records. В том же году была в третий раз переиздана песня «Wheel of Fortune», возглавившая чарт Норвегии и занявшая 2-е место в чартах Дании и Нидерландов.
Воодушевлённые первым успехом своей песни, Ace of Base приступили к созданию первого альбома. В это время на демозапись их песни «All That She Wants» обратил внимание Денниз Поп, который был известен благодаря написанным им песням для Dr. Alban.
Песня «All That She Wants» моментально стала знаменитой и занимала первое место в хит-парадах 17 стран, пока на горизонте не появился альбом Happy Nation. Две песни из этого альбома — «The Sign» и «Don’t Turn Around» (кавер одноимённой песни Тины Тёрнер 1986 года) в одночасье стали популярны не только в странах Европы, но и в России и Азии, при том что «Don’t Turn Around» ранее включали в свой репертуар и другие известные исполнители — например, Бонни Тайлер, Нил Даймонд и регги-группа Aswad, версия которой и была предложена Ace of Base лейблом Arista Records в качестве «прототипа».
Процессу восхождения Ace of Base на музыкальный олимп не помешал даже тот факт, что 27 марта 1993 года шведская газета «Expressen» сообщила, что Ульф Экберг был членом одной из нацистских организаций, и с 1983 по 1986 год (то есть в возрасте 13-16 лет) играл в RAC-группе «Commit Suiside» вместе с Андерсом Кларстрёмом (позднее одним из председателей партии «Шведские демократы»). Ульф признал, что большая часть напечатанного материала является правдой, но отрицал, что он является расистом. В 1997 году в документальном фильме Our Story (с англ. — «Наша История») Ульф сказал: «Я действительно сожалею о содеянном. Я закрыл эту главу своей жизни. Я даже не хочу говорить о своём прошлом, так как это больше меня не интересует».
Признания Ульфа не очень повредили карьере группы, и в апреле 1993 года «Ace of Base» вместе с группой Inner Circle и Dr. Alban выступают в Тель-Авиве, Израиль, перед самой большой аудиторией, которая когда-либо была в их карьере — 55 000 человек.
Осенью 1993 года сингл «All That She Wants» издаётся в Северной Америке. Там он моментально становится платиновым альбомом. Вслед за синглом издаётся альбом под названием Happy Nation (U.S. Version) / The Sign. Это было специальное издание Happy Nation для США, но с другой обложкой и четырьмя новыми песнями. Ace of Base начинает покорять сердца слушателей Северной Америки. В Канаде было продано более 1 миллиона пластинок, а в США за один год было продано около 8 миллионов копий альбома.
К концу 1994 года Ace of Base уже имел 6 наград World Music Awards, несколько номинаций Грэмми в разных странах, 3 награды Billboard Awards. К тому же Биллборд подсчитал, что шведская группа Ace of Base в XX веке стала самой популярной неамериканской группой. И это всё при том, что в их родной Швеции альбом The Sign  был признан худшим альбомом года. В то же время обновлённая специально для американских слушателей версия Happy Nation (The Sign) с тиражом в 23 млн экземпляров дисков попадает в Книгу рекордов Гиннесса как «самый кассовый дебютный альбом».

### The Bridge(1995—1997)
К началу 1995 года Ace of Base продолжает лидировать в музыкальных чартах многих стран. Но участники группы признаются, что устали от бесконечного сравнения Ace of Base с не менее популярной группой ABBA. Огромный успех коллектива накладывает свой отпечаток на жизнь участников.
В середине 1994 года в дом семьи Берггрен врывается психически неуравновешенная немецкая фанатка, вооружённая ножом. После того как её удалось задержать, группа приняла решение, что им нужны телохранители. В прессе позже появлялась информация, что целью нападения фанатки была старшая из сестёр — Линн, которой в тот вечер не было дома.
В конце концов после всех пережитых потрясений группа находит в себе силы и выпускает новый альбом The Bridge, содержащий 17 песен. Альбом отличался от предыдущего альбома группы. После регги и клубных мелодий группа выпустила более лирические композиции. Песня «Lucky Love», к удивлению многих, становится песней № 1 в Швеции, но в Германии и Великобритании её приняли более прохладно — там она заняла всего лишь 13-е и 20-е место в чартах соответственно. Альбом был признан платиновым, но феноменального успеха первого альбома ему не удалось повторить.
После выпуска The Bridge последовало кругосветное турне; в феврале 1996 года Ace of Base выступают на фестивале Viña del Mar в Чили, а в мае получают премию World Music Award. В июле 1997 года коллектив выступил на концерте, посвящённом 20-летию принцессы Швеции — Виктории.

### Flowers/Cruel Summer(1998)
В 1998 году Ace of Base наконец-то выпускают свой новый альбом, который носит название Flowers. Группа объясняет название альбома тем, что их песни настолько разнообразны, что вместе могут составить целый букет различных по цвету и запаху цветов.
Линн отказалась от роли фронт-вокалистки и передала свои обязанности сестре Йенни. У Линн были постоянные проблемы с голосом после выхода второго альбома The Bridge, она не смогла бы выдержать тяжелых гастролей. Так как это существенные изменения, в настоящий момент группа решила сконцентрировать всё внимание на Йенни.
К удивлению поклонников, фронтвумен группы Линн Берггрен оставила главные вокальные партии своей сестре Йенни, а на обложке альбома лицо самой Линн находилось на некотором отдалении от остальных участников группы и было размыто. Группа заверила общественность, что волноваться не стоит, Линн довольна своим нынешним положением в группе, а не поёт она потому, что просто повредила голосовые связки и боится летать на самолёте в рамках мирового тура.
Песня из третьего альбома Life Is A Flower была принята с восторгом в Европе, она была названа самой популярной проигрываемой песней на радио. Сингл разошёлся по Великобритании тиражом 250 тысяч копий, заняв при этом 5-е место по продажам.
В Америке новая пластинка шведов вышла под названием Cruel Summer, по названию помещённого в альбом кавера диско-кумиров прошлого Bananarama. Ход был удачный — песня попала в топовую десятку, впервые за 4 года. К тому же обе версии отличались трек-листами и даже текстами.
В Европе была не издана песня «Everytime It Rains». В США, в свою очередь, не услышали песен «Dr.Sun», «I Pray» и «Captain Nemo». Но, несмотря на все маркетинговые ходы, продажа альбомов была невысока. На этот раз было продано всего 3 миллиона копий.

### Singles of the 90sиGreatest Hits(1999—2000)
Сборник 16 лучших хитов группы под названием Singles of the 90s был выпущен в ноябре 1999 года.
Первый сингл «C’est La Vie (Always 21)» стал очень популярным в Испании, достигнув первого места в чартах. Для укрепления позиций в чартах был выпущен второй сингл «Hallo Hallo», ориентированный исключительно на испанский рынок. Другие синглы, такие как «Love in December» и «Everytime It Rains» были выпущены в виде радиосинглов.
В марте 2000 года состоялся выход сборника Greatest Hits. Сингл «Hallo Hallo» первоначально был включён в американский сборник песен, но в конце концов он не попал в альбом. Только песня «C’est La Vie (Always 21)» была единственной новой композицией в сборнике. Из-за минимальной рекламной кампании альбом не попал в чарты Billboard, а его продажи в первую неделю составили всего 5000 копий.
На этом у группы закончился контракт со звукозаписывающей компанией Arista Records. Повторно он не был заключён. После выпуска сборников Ace of Base приступают к записи своего нового четвёртого альбома, который готовился к выходу в свет два года.

### Da Capo(2002)

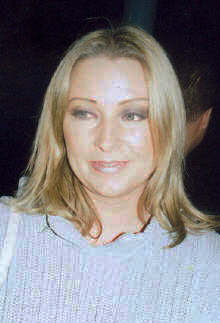
Линн после выступления в 2002 году

В сентябре 2002 года Ace of Base выпускают свой новый альбом Da Capo в Европе и в Японии. В Японии диск выходит с другой обложкой и тремя бонусными песнями. Альбом содержал 12 оригинальных треков и первоначально выпуск диска был запланирован на 2000 год, но выпуск неоднократно откладывался из-за проблем на звукозаписывающей компании. Этим альбомом Ace of Base хотели вернуться к изначальному стилю своей музыки.
Несмотря на то, что альбом вошёл во многие чарты европейских стран, он не был так популярен, как предыдущие альбомы группы. А в промотуре группы по странам Европы участвовали только два члена группы из четырёх — Йенни и Ульф. Юнас остался дома со своей семьёй, а Линн присутствовала только на выступлении в Германии. Это выступление стало последним появлением Линн Берггрен перед публикой.
Первым выпущенным синглом из нового альбома была песня «Beautiful Morning», которая достигла 14-го места в Швеции и 38-го места в Германии. Вторым синглом стал трек «The Juvenile»: группа написала его в 1995 году для художественного фильма «Золотой глаз», однако звукозаписывающая компания отказалась использовать эту песню в фильме.
В странах Скандинавии был выпущен сингл «Unspeakable», который, заняв низкие места в хит-парадах, преждевременно завершил продвижение всего альбома.

### Пауза (2003—2006)
На протяжении 2003 и 2004 годов группа оставалась в стороне от публичного внимания. За это время Йенни провела несколько сольных концертов вместе со своим мужем Якобом Петреном и выпустила альбом в составе шведского коллектива Arose в качестве вокалистки.
В 2005 году при участии продюсера Томми Экмана были записаны несколько песен с вокальными партиями Йенни и Линн, среди которых были такие треки как «Would You Believe» и «Make My Day». Йонас и Ульф позже объяснили, что у группы не хватило сил завершить проект, хотя записанные треки в конечном итоге были опубликованы.
В конце 2005 года группа воссоединилась без Линн для выступления в серии концертов Night of the Proms в Бельгии вместе с другими артистами, например, Донной Саммер.

### Трио. Мировой тур и планы по записи нового альбома (2007—2009)

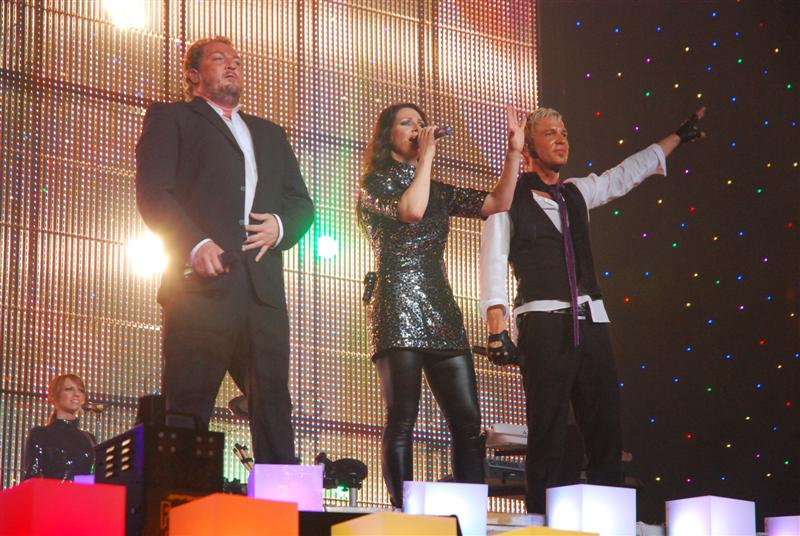
Ace of Base во время концерта в Санкт-Петербурге, 2007 год

Планы по выпуску нового альбома начались ещё в 2004 году после короткого промотура, посвящённого альбому Da Capo. Альбом планировался к выпуску в 2005 году. Но такие события, как свадьба Йенни и проблемы со звукозаписывающей компанией, заставили группу отложить выпуск альбома. Группа приступила к записи только лишь 4 ноября 2007 года.
15 ноября 2007 года Ace of Base воссоединяются как трио и дают свой первый с 1996 года полноформатный концерт в городе Екатеринбурге. Далее последовали другие выступления в Эстонии, Литве, Дании, а также в Сингапуре и Доминиканской Республике.
В сет-лист вошли различные песни из прошлых альбомов группы и ремейк первого сингла «Wheel of Fortune». Также во время концертного тура группа представила свою новую песню «Sparks From A Fire». Линн Берггрен в этом туре не участвовала. Йенни подтвердила уход сестры в датской прессе: «Она не была частью Ace of Base в течение нескольких лет». По её словам, она оставила группу, чтобы большую часть времени посвятить обучению и семье. Оставшиеся участники коллектива пообещали Линн, что никогда больше не попросят её снова присоединиться к группе.
Несмотря на то, что группа на тот момент ещё не подписала контракт со звукозаписывающей компанией, она собиралась выпустить новый альбом весной 2009 года, который должен был содержать 14 песен: 7 новых и 7 переделанных старых хитов. Однако этот альбом не увидел свет, а вместо него 12 ноября 2008 года был выпущен сборник песен Greatest Hits, как сообщалось, из-за обязательств перед звукозаписывающей компанией. Он состоял из трёх дисков. На первом CD-диске были записаны лучшие песни группы, второй диск включал в себя ремиксы, а третий, DVD-диск, содержал все клипы группы. Также в альбом вошли новые ремиксы группы — «Wheel of Fortune 2009», «Don’t Turn Around 2009», «Lucky Love 2009» и бонус-трек для японской версии альбома «The Sign — Freedom Bunch Mix». Примерно в это же время был записан ремейк песни «All That She Wants» с вокалом Бритни Спирс, взятым из её кавер-версии 2007 года. Этот ремейк никогда не был выпущен официально, но в июне 2016 года он просочился в интернет.
После выхода сборника группа продолжила записывать песни для пятого студийного альбома, который так и не был выпущен, хотя три трека из него попали на YouTube в 2017 году.
В начале декабря 2009 года Йенни Берггрен приняла решение участвовать в отборочном конкурсе Melodifestivalen для получения путёвки на «Евровидение 2010». Но в итоге её песня оказалась недостаточно сильной для участия в конкурсе.
В 2010 году Йенни выпустила песню «Free Me» и сняла клип на свой первый сингл «Here I Am». А 13 октября 2010 года вышел её дебютный альбом под названием My Story.

### Новый состав группы и новый альбом (2010—2012)

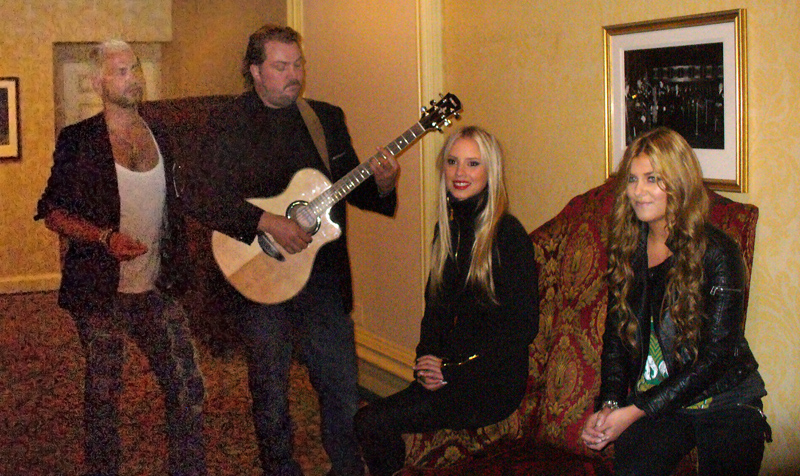
Новый коллектив группы Ace.of.Base в Торонто, 2010 год

В начале 2009 года Ульф и Юнас познакомились с Юлией Уильямсон и начали записывать вместе с ней песни. В ноябре 2009 года Ульф Экберг, участвуя в передаче «Idol» в качестве главного судьи, впервые встретился с Кларой Хагман, которая позже присоединилась к коллективу группы.
На своей странице в Facebook Йенни Бергррен несколько раз сообщала, что она не покидала группу и все четыре оригинальных участника коллектива всё ещё в нём состоят. В интервью, которое дал Юнас в ноябре 2010 года, он рассказал, что звукозаписывающие компании хотели увидеть в группе нового вокалиста, который пел бы вместе с Йенни, но она была против этого. Также он отметил, что Йенни никогда официально не покидала коллектив, но звукозаписывающие компании в ней видели участника, способного сделать это. Ранее в интервью шведскому таблоиду Aftonbladet Йенни сообщила, что Юнас и Ульф не позволили ей участвовать в написании песен для нового альбома группы.
В конце июня 2010 года была открыта официальная страница группы в Facebook. На ней была представлена фотография коллектива с новыми солистками.
4 июля 2010 года было объявлено, что теперь группа будет называться Ace.of.Base, при этом произношение названия не изменилось. 16 июля 2010 года на европейских радиостанциях группа презентует сингл «All For You», который был выпущен 10 сентября 2010 года.
Первым релизом нового коллектива стал трек «Mr. Replay», который появился на промо-диске. Песня получила смешанные отзывы от критиков, по их мнению, новый трек был слишком похож на их предыдущие материалы. В середине июля 2010 года группа презентует сингл «All For You» из альбома The Golden Ratio. Альбом был выпущен 24 сентября 2010 года и достиг 20 места в немецких чартах. К выпуску планировалась также акустическая версия альбома, но его выход так и не состоялся. Никаких дополнительных синглов в поддержку альбома выпущено не было.
Начиная с 2011 года Юнас Берггрен и Ульф Экберг начали выпускать ранее неизданный материал группы через официальную страницу коллектива в Facebook и через сайт ReverbNation в рамках мероприятия, которое получило название «Ace Thursdays».
В течение 2011 года группа занималась написанием нового материала, который должен был быть выпущен в виде отдельного альбома, однако после тура группы по Канаде и Бразилии планы по выпуску были приостановлены.

### Hidden Gemsи уход солисток (2012—2024)
В мае 2013 года «Ace Thursdays» прекратило своё существование. Ранее в ноябре 2012 года в интервью изданию Time Out Йенни Берггрен сказала: «Группа занимается другими делами… На данном этапе мы просто желаем друг другу удачи. У меня есть мечта, что мы снова будем вместе».
В январе 2014 года Юлия Уильямсон сообщила на своей странице в Facebook, что уже около года не является членом группы Ace.of.Base. Позже она подтвердила, что Клара Хагман также больше не является участником коллектива.
14 мая 2014 года Юнас объявил через Facebook, что они «работают над чем-то большим», и что «Линн Берггрен участвует в этом». 7 июля 2014 года был выпущен мини-альбом, содержащий ремиксы на песню «All That She Wants». 27 сентября 2014 года Юнас Берггрен заявил, что группа занималась съёмками документального фильма «All That She Wants» в штаб-квартире Google. Премьера документального фильма состоялась на шведском канале SVT 18 марта 2015 года.
В декабре 2014 года и январе 2015 года группа выпустила ремастированные версии их первых четырёх студийных альбомов в цифровом виде. Каждый релиз содержал бонусное демо или B-side трек. Так, альбом-переиздание The Sign содержит раннюю версию песни «All That She Wants» — «Mr. Ace». 6 марта 2015 года группа выпустила альбом Hidden Gems, состоящий исключительно из неопубликованных песен группы. Трек «Would You Believe» был выпущен 27 февраля 2015 года в качестве первого сингла альбома.
В октябре 2015 года Ульф Экберг рассказал о возможном будущем воссоединении коллектива: «При правильном подходе […], я не думаю, что это невозможно». Однако в июле 2016 года Йенни Берггрен заявила, что воссоединения коллектива не будет: «Мы не будем воссоединяться. […] мы закончили работу вместе, но мы по-прежнему семья. У нас есть много планов в будущем, но они не связаны с музыкой».
В 2020 году были изданы вторая часть архивного материала Hidden Gems vol.2 (в цифровом виде) и объёмный бокс-сет All That She Wants: The Classic Collection в форматах 11xCD+DVD и 4хLP, посвящённый 30-летию коллектива. В этом же году компания Playground Records начала выпускать цифровые синглы, содержащие новые ремиксы на композиции группы.
В ноябре 2021 года был выпущен EP с ремиксами на трек «Dancer in a Daydream», который впервые появился в альбоме Happy Nation в 1992 году. В мини-альбом вошли ремиксы, созданные продюсером Трейсом Адамом, а также был выпущен новый клип с ранее не выходившими кадрами.
28 апреля 2023 года группа выпустила бокс-сет из 26 компакт-дисков Beautiful Life: The Singles.
21 ноября 2023 года был анонсирован трёхсерийный документальный фильм All That She Wants: The Unbelievable Story of Ace of Base. Премьера проекта состоялась в апреле 2024 года.
В сентябре 2024 года группа была включена в Зал славы шведской музыки.

## Наследие
Несколько музыкантов и исполнителей отмечали влияние Ace of Base на своё творчество. Леди Гага заявила, что её альбом The Fame Monster был вдохновлён «суперпоп-мелодиями 90-х» в духе таких исполнителей, как Ace of Base. В частности, композицию «Alejandro» часто сравнивали с версией песни «Don’t Turn Around» в исполнении группы; журналист BBC Пол Лестер писал, что трек «движется в темпе Ace of Base», а рецензент Slant Magazine Сэл Чинквемани охарактеризовал песню как дань уважения коллективу. Также композиция «Eh, Eh (Nothing Else I Can Say)» с альбома The Fame была сопоставлена с творчеством группы; Алексис Петридис из The Guardian отметил, что это «первая песня за долгое время, которую можно сравнить с творчеством Ace of Base».
Кэти Перри в интервью говорила, что стремилась сделать свой третий студийный альбом Teenage Dream созвучным хиту группы «The Sign». В 2010 году она охарактеризовала звучание альбома как «ролики, 90-е, Ace of Base, Синди Лопер — словно все эти краски и даже больше». Шведская певица Робин упоминала влияние Ace of Base при работе над песней «Dancehall Queen», спродюсированной Дипло и Класом Олундом для альбома Body Talk Pt. 1, отметив, что идея композиции возникла в ходе обсуждения музыки жанра, в котором работала группа.
Некоторые песни британской группы Clean Bandit, в частности сингл «Rockabye», возглавивший британский хит-парад в 2016 году, были сопоставлены с творчеством Ace of Base; сами участники коллектива называли группу в числе своих музыкальных ориентиров. Дуэт Tegan and Sara отмечал, что песня «Closer» была вдохновлена звучанием Ace of Base. Роберт Альфонс из канадской синтипоп-группы TR/ST упоминал, что на него повлияли синтезаторы, использовавшиеся в композициях группы. Также о влиянии Ace of Base заявляли музыканты группы Yeasayer и Twin Shadow.
Кавер-версия композиции «The Sign» прозвучала в 1995 году в эпизоде «We Got the Beat» финального сезона американского ситкома «Полный дом», где она была исполнена Джоди Суитин в образе Стефани Таннер с вымышленной группой Girl Talk. Инди-группа The Mountain Goats включила кавер песни в мини-альбом Songs for Peter Hughes и исполняла её на концертах. Американский музыкант Бек планировал записать кавер-альбом на основе творчества Ace of Base в рамках проекта Beck’s Record Club в 2009 году, однако проект не был реализован. Песня «The Sign» прозвучала в исполнении вымышленной акапельной группы The Barden Bellas в фильме «Идеальный голос» и вошла в официальный саундтрек. Сингл «Liar» кубино-американской певицы Камилы Кабельо включает интерполяцию мелодии композиции «All That She Wants».

## Дискография
- 1992 — Happy Nation
- 1993 — The Sign
- 1995 — The Bridge
- 1998 — Flowers
- 1998 — Cruel Summer
- 2002 — Da Capo
- 2010 — The Golden Ratio

## Награды и номинации
- 1993 год — Грэммис — лучшая поп-группа[81]
- 1993 год — Грэммис — специальный приз зрителей[81]
- 1993 год — Bravo Otto — лучшая рок/поп-группа[82]
- 1994 год — American Music Award — лучшая поп/рок-группа
- 1994 год — American Music Award — лучший новый поп/рок артист
- 1994 год — Billboard Music Award — песня № 1
- 1994 год — Billboard Music Award — лучший новый артист
- 1994 год — Billboard Music Award — артист года
- 1994 год — World Music Award — лучшая скандинавская группа по продажам в мире
- 1994 год — Echo — группа года[83]
- 1995 год — Грэмми — лучшая поп-группа (номинация)
- 1995 год — Грэмми — лучший новый артист (номинация)
- 1995 год — World Music Award — лучшая скандинавская группа по продажам в мире
- 1996 год — World Music Award — лучшая скандинавская группа по продажам в мире
- 1997 год — World Music Award — лучшая скандинавская группа по продажам в мире
- 2007 год — Премия BMI за более чем 3 млн воспроизведений песни «The Sign» на американском радио и телевидении[84]
- 2011 год —  Scandy Pop awards — лучший альбом (группа)[85]
- 2016 год — Премия BMI за более чем 4 млн воспроизведений песни «The Sign» на американском радио и телевидении[86]
- 2021 год — Премия BMI за более чем 5 млн воспроизведений песни «The Sign» на американском радио и телевидении[87]